# Ткаченко Олександр Миколайович (футболіст)
Олександр Миколайович Ткаченко (24 січня 1947, Куп'янськ, Харківська область) — радянський футболіст, воротар. Вихованець куп'янського футболу. Майстер спорту СРСР — з 1968 року, Легенда футбольного клубу «Зоря» (Луганськ). Екс-воротар збірної СРСР.

## Спортивна біографія
У складі «Зорі» (Ворошиловград) з'явився, після вдалого річного стажування в другій лізі першості СРСР. Він на довгі роки став незамінним воротарем луганців. Лише, після «вильоту» «Зорі» (Ворошиловград) в першу лігу в 1979 році, він два роки пограє у вишці, тільки в складі «Зеніта». У 1971році брав участь у складі збірної у відборі до Олімпіади-72,а 1972 зіграв на Кубку Незалежності Бразилії.
Легендарний воротар луганської «Зорі» 60-80 минулого сторіччя. Окрім упевненої гри у воротах зумів записати на свій рахунок десять забитих м'ячів, які провів з пенальті, в сезонах 1981—1982 років.
У 1986 році Олександр Ткаченко вирішив завершити кар'єру, але тренерський штаб «Зорі» (Ворошиловград) знову звернувся до нього за допомогою, коли в команді виникли проблеми з воротарською позицією: основний воротар команди Василь Занін зламав руку, а молодий Олег Суслов захворів. 1987 рік став останнім в активних виступах воротаря.
З 1988 року став тренером. Працював на різних тренерських посадах.

## Титули та досягнення
- Чемпіон СРСР: 1972 року.
- Бронзовий призер чемпіонату СРСР: 1980 року.
- Фіналіст Кубку СРСР (2): 1974, 1975 років.
- Чемпіон України (1): 1986.
- Член Клубу Євгена Рудакова: 146 матчів на «0».